# جريمة في سكن الطلاب
جريمة في شارع هيكوري دوك (ترجمة مكتبة جرير) أو هيكوري ديكوري دوك أو جريمة في سكن الطلاب أو جرائم المسكن الجامعي (بالإنجليزية: Hickory Dickory Dock)‏ هي رواية تحقيق من تأليف أغاثا كريستي، نشرت لأول مرة في المملكة المتحدة في 31 أكتوبر/تشرين الأول 1955 من طرف «نادي كولنز للجرائم», وفي الولايات المتحدة الأمريكية في نوفمبر من نفس العام تحت عنوان مغاير وهو «وفاة هيكوري ديكوري» من قبل «شركة دود وميد».
ظهرت في الرواية شخصية هيركيول بوارو، إضافة إلى سكرتيرته الآنسة فيليسيتي ليمون، التي تظهر عادة فقط في القصص القصيرة لبوارو.

## ملخص الرواية
تقع حوادث سرقة غريبة في سكن الطلاب، وتشمل هذه السرقات سماعة طبية، مصابيح، سراويل قديمة، علبة شكولاتة، حقيبة ظهر تم إحداث ثقب بها، مسحوق البوريك، وخاتم الماس، يظهر القلق على مدبرة السكن، السيدة هوبارد أخت الانسة ليمون، فتطلب الآنسة ليمون العون من بوارو لكشف سر هذه السرقات.
يقول بوارو مهددا أنه سيتصل بالشرطة، فتعترف سيليا اوستون، إحدى المقيمات بالسكن أنها هي من قامت بجزء من السرقات، لكنها تنكر قيامها بالسرقات الباقية، بما فيها سرقة السماعة الطبية والمصابيح ومسحوق البوريك وحقيبة الظهر. وتعترف كذلك أنها قامت بهذا لجذب اهتمام كولين ماكناب، أحد المقيمين في السكن والذي يقوم بدراسة علم النفس، لكن في اليوم الموالي يتم إيجاد سيليا ميتة نتيجة جرعة زائدة من المورفين، يكتشف المحققون أن وفاتها كانت نتيجة لجريمة قتل.
المفتش جاب يقوم بحل لغز سرقة السماعة الطبية خلال استجوابه للمقيمين في السكن، نايجل شابمان يعترف بأنه هو من قام بسرقة السماعة ليتظاهر بأنه طبيب ويقوم بسرقة طرطرات المورفين من صيدلية المستشفى كجزء من أبحاثه حول السموم القاتلة. يؤكد أنه قام بوضع السموم في مكان آمن، لكن يبدو غير متأكد بخصوص سرقة جزء من المورفين الذي يملكه. يتجه انتباه بوارو نحو خاتم الماس المسروق، الذي ظهر فجأة في طبق حساء فاليري هوبهاوس. لكن الخاتم الذي تم إيجاده لم يكن مصنوع من الالماس، يتهم بوارو فاليري بسرقة الخاتم لأنها الوحيدة التي كان بإمكانها استبداله بآخر مزور ووضعه في صحن الحساء الخاص بها، تعترف هذه الأخيرة بالسرقة وتقول أنها أقدمت على فعل ذلك لحاجتها الملحة للمال.
يظهر الانزعاج والقلق الشديد على السيدة نيكولاتيس مالكة السكن، ثم يتم إيجادها مقتولة بواسطة السم. يركز بوارو على الثقب الذي تم إحداثه في حقيبة الظهر، ويدرس باهتمام تصميم الحقيبة مكتشفا إمكانية أن الثقب المحدث كان هدفه إخفاء شيء في الحقيبة، ويقترح على الشرطة أن هذه الحقيبة تم استعمالها في عملية تهريب دولية، حيث يتم بيعها لطلاب أبرياء وبدون علمهم يتم نقل المخدرات والأحجار الكريمة بواسطتها، وقد كانت السيدة نيكولاتيس جزء من هذه المنظمة الإجرامية، لكنها لم تكن العقل المدبر لها.
تقوم باتريسيا لاين بالاعتراف لنايجل بأنها هي من قامت بسرقة المورفين واستبدلته ببيكاربونات الصودا، لكن قارورة بيكاربونات الصودا اختفت من درجها، فيقوم الاثنان بالبحث عنها، خلال ذلك تسأل باتريسيا نايجل عن سبب خلافه مع والده، فيقول أنه قرر مقاطعة والده بعد أن اكتشف أن والده قام بتسميم والدته، لذا قرر تغيير اسمه وهذا هو سبب حمله لجوازي سفر. يذهب نايجل إلى المفتش جاب ويخبره عن اختفاء المورفين، لكن بينما هو عند المفتش، تتصل باتريسيا وتقول أنها اكتشفت شيئا جد مهم. عند وصول المفتش ونايجل إلى السكن، يتم إيجاد باتريسيا ميتة. يعترف اكيمبو، أحد الطلاب، بأنه هو من قام بسرقة البيكاربونات من باتريسيا بسبب آلام معدة كان يعاني منها، لكن عندما قام بمعاينة الزجاجة اكتشف أنها تحتوي على مسحوق البوريك وليس على البيكاربونات، وهذا يعني أنه عندما قامت باتريسيا بسرقة المورفين من نايجل، كان بالفعل قد تم استبدال المورفين بمسحوق البوريك المسروق سابقا.
يشك بوارو في أن فاليري هوبهاوس متورطة في عملية التهريب، وتقوم الشرطة بتفتيش محلها وتثبت التهمة عليها.
يكتشف بوارو أن نيجل شابمان هو القاتل، قام بقتل سيليا لأنها كانت تعرف بخصوص هويته المزدوجة، وكانت تعرف كذلك أن فاليري تسافر بجواز سفر مزور، وقام بقتل السيدة نيكولاتيس خوفا من أن تعترف بكل شيء حول عملية التهريب بسبب الضغط الذي كانت تعانيه، وقام بقتل باتريسيا لأنها همت بالاتصال بوالده وإبلاغه بما يحدث في السكن آملة في أن يتصالح مع ابنه، وفاليري، شريكته في الجريمة وفي عملية التهريب، هي من قامت بإجراء الاتصال بمركز الشرطة عندما ذهب نايجل لمقابلة المفتش بخصوص المورفين، مدعية أنها باتريسيا، وهذا كله لتوفير دليل غياب عن مسرح الجريمة لنايجل.
يقوم بوارو بإجراء محادثة مع محامي والد نايجل، ويعترف هذا الأخير بأن من قام بتسميم والدة نايجل هو نايجل نفسه وليس والده، وعندما اكتشف والده ذلك أجبره على كتابة اعتراف بما فعله وتركه لدى المحامي حتى يقوم المحامي بتقديمه للشرطة في حالة ارتكاب ابنه لأية جريمة أخرى.

## الأهمية الأدبية والتلقي
بدأ فيليب جون ستيد مراجعته لرواية جريمة في سكن الطلاب في ملحق تايمز الأدبي الصادر بتاريخ 23 ديسمبر من عام 1955 قائلًا: «تشكّل عودة بوارو إلى أراضي الصيد الجيد لقصص التحرّي الخيالية حدثًا مهمًا. يُدعى لحلّ لغز متمثّل في سلسلة من السرقات التي تبدو تافهة للوهلة الأولى في نُزل للطلاب، لكنّه سرعان ما يجد نفسه شريكًا للشرطة في عملية تحقيق في جريمة قتل. تهيّئ السيّدة كريستي لجوّها المفضّل بسرعة، مستخدمةً مزيجًا متقنًا من الابتهاج والتشويق». يلخّص ستيد حبكة الرواية ويختتم مراجعته قائلًا: «يختبر مقدار الضرر الذي لحق بالنُزل صبر القارئ بالإضافة إلى براعة بوارو؛ كانت المؤلّفة سخيةً في استخدامها للرنجة الحمراء. ومع ذلك، كانت الرسومات التوضيحية الصغيرة للشخصيات جيّدةً كما عهدناها. تحتوي الرواية على ما يكفي من وسائل الترفيه، على الرغم من الطبيعة الملتوية للغز».
كتب روبرت بارنارد: «هناك هبوط كبير في معايير هذه القصّة الصادرة في منتصف الخمسينيات. تتخلل القصّة روتينية فائقة: ليس للقافية أي مغزى في إطار القصّة؛ أمّا الحبكة فمتطرفة بشكل لا يصدّق (تهريب المخدرات في حقائب الظهر المستوردة)؛ ومحاولتها في توسيع نطاق أنواع الشخصيات (الإفريقيون، والهنود، وطلاب فرويد، وما إلى ذلك) بعيدة كل البعد عن النجاح. دوّن إيفلين ووه في مذكّراته أنّها [بدأت بشكل جيّد] لكنّها تدهورت [في ثلث الطريق إلى أن أصبحت مجرّد هراء]؛ وهو حكم خاطئ وصادر بدافع الإحسان، على غير عادته».

## إشارات أو إيحاءات

### إشارات إلى أعمال أخرى
يذكر أحد الطلاب القضية المكرّرة في موت السيدة ماغنتي (1952) في أثناء محاولتهم وضع هيركيول بوارو في صورة ما يحدث، وذلك في الفصل الرابع من الرواية. يعيد بوارو سرد قصّة أسد نيميا المنشورة في كتاب أعمال هرقل (1947)، وذلك في الفصل ذاته في أثناء إلقاءه لمحاضرة أمام الطلّاب حول قضاياه. يتذكّر بوارو «الرونق الغريب» للكونت فيرا روساكوف «حتّى في حالة التدهور» في الفصل الخامس من الرواية؛ الأمر الذي لم يلاحظه إلا في عمل إحضار الكلب سربيروس الموجود في كتاب أعمال هرقل. يزور بوارو المحامي السيّد إينديكوت بهدف تأكيد شكوكه بشأن نيجل شابمان، وذلك في الفصل 21 من الرواية. يقول إينديكوت لبوارو: «... أنا مدين لك بعمق. لقد تخلّصت من مسألة أبيرنيثي القذرة من أجلي». قد يكون هذا الأمر بمثابة إشارة إلى الأحداث التي وقعت في بعد الجنازة (1953)، على الرغم ورود اسمها على أنّه «أبيرنثاي» وليس «أبيرنثي» في بعد الجنازة. علاوةً على ذلك، كان الوسيط الذي تسبّب في تدخّل بوارو المباشر في سير الأحداث محام يُدعى إينتويسل وليس إينديكوت.

### إشارات إلى تاريخ ومواقع جغرافية وعلوم حالية حقيقية
تشير إليزابيث جونستون إلى «مطاردة الساحرات» المعادية للشيوعية في أمريكا. استُخدم هذا المصطلح للمرة الأولى بمعناه المجازي في عام 1938، إلّا أن ارتباطه المحدّد بالمكارثية يعود إلى أوّل أداء لمسرحية آرثر ميلر البوتقة في عام 1953؛ الأمر الذي يعني أنّ خلفية الرواية تعود إلى عامين قبل نشرها على الأقل.

## الاقتباسات السينمائية والتلفزيونية والمسرحية
بُثّ عمل تلفزيوني مُقتبس عن هذه الرواية ضمن مسلسل أجاثا كريستي بوارو في عام 1995؛ إذ كان من بطولة ديفيد سوشيه في دور بوارو، وفيليب جاكسون في دور المفتّش جاب، وبولين موران في دور الأنسة ليمون، وداميان لويس في دور ليونارد بايتسون، وسارة بادل في دور السيّدة هوبارد، وإليلانور موريستون في دور فاليري هوبهاوس، وجوناثان فيرث في دور نيجل شابمان. غُيّرت خلفية الرواية في هذا العمل وبقية الأعمال التابعة لهذه السلسة، إذ أصبحت الأحداث متمحورة في ثلاثينات القرن الماضي بدلًا من فترة ما بعد الحرب العالمية الثانية كما هو الحال في رواية كريستي. أسفر هذا الأمر عن مفارقة تاريخية: إذ قيل بأن الطالبة الأمريكية سالي فيتش تدرس عن طريق منحة فولبرايت، على الرغم من أن برنامج المنح هذا لم يتأسس حتّى ما بعد الحرب العالمية الثانية.

## شخصيات الرواية
- هيركيول بوارو، المحقق البلجيكي المشهور.
- المفتش جاب، مكلف بالتحقيق في القضية.
- الآنسة فيليسيتي ليمون، سكرتيرة بوارو.
- السيدة كريستيا نيكولاتيس، امرأة من أصول يونانية، ومالكة سكن الطلاب بشارع هيكوري.
- السيدة هوبارد، شقيقة الآنسة ليمون ومدبرة سكن الطلاب بشارع هيكوري.
- جورج، خادم بوارو.
- أحمد علي، طالب مصري مقيم بالسكن.
- اكيبومبو، طالب من غرب أفريقيا مقيم بالسكن.
- سيليا اوستن، مقيمة بشارع هيكوري، تعمل ككيميائية في صيدلية مستشفى القديسة كاترين.
- ليونارد«لن» بايتسون، طالب مقيم بالسكن، يقوم بدراسة الطب والجراحة.
- نايجل شابمان، مقيم بالسكن، حاصل على شهادة في تخصص دراسة تاريخ العصر البرونزي والعصور الوسطى واللغة الإيطالية، يدرس بجامعة لندن.
- سالي فينش، طالبة أمريكية مقيمة في السكن، متخصصة في دراسة الشعر.
- رينيه هالي، طالبة فرنسية مقيمة في السكن، تدرس الادب الإنجليزي.
- فاليري هوبهاوس، مقيمة في السكن، وتمتلك محلا للتجميل.
- اليزابيث جونستون، طالبة جامايكية مقيمة في السكن، تدرس القانون.
- كاندرا لال، طالبة هندية مقيمة في السكن، تدرس العلوم السياسية.
- باتريسيا لاين، طالبة مقيمة بالسكن، حاصلة على شهادة في علم الآثار.
- جنفياف ماريكود، طالبة فرنسية مقيمة في السكن، تدرس الادب الإنجليزي.
- كولين ماكناب، مقيم بالسكن، يقوم بدراسة علم النفس.
- غوبال رام، طالب هندي مقيم بالسكن، يقوم بدراسة العلوم السياسية.
- جين توميلنسون، مقيمة في السكن، تعمل كمعاجلة فيزيائية في مستشفى القديسة كاترين.
- ماريا، طباخة بسكن الطلاب، إيطالية الأصل.
- جيرونيمو، زوج ماريا، وهو أيضا طباخ.

## عنوان الرواية
عنوان الرواية مأخوذ من أغنية أطفال شهيرة «هيكوري، ديكوري، دوك» وهي ليست الرواية الوحيدة لأغاثا كريستي التي يطابق عنوانها اسم أغنية أطفال.

## الاقتباس
تم اقتباس إحدى حلقات مسلسل "اغاثا كريستي بوارو" من الرواية عام 1995 من بطولة ديفيد سوشي بدور هيركيول بوارو ومن إنتاج قناة ITV, وقد حملت عددا من التغييرات بما فيها إلغاء العديد من شخصيات الرواية.

## العناوين العالمية
تم الحفاظ على العنوان الأصلي في بعض الترجمات، مثل الترجمة البولندية، وتغييره في ترجمات أخرى مثل: «الآنسة ليمون ترتكب خطأ في الترجمة» الفنلندية، «جريمة في سكن الطلاب» في الترجمة العربية والمجرية والاندونيسية، «بوارو يشعر بالملل» في الترجمة الإيطالية، «موت في شارع هيكوري» في الترجمة البرتغالية.

## روابط خارجية
- معلومات حول الرواية في الموقع الرسمي لأغاثا كريستي (باللغة الإنجليزية).
- معلومات حول حلقة مسلسل «أغاثا كريستي بوارو» المقتبسة من الرواية (باللغة الإنجليزية).